# 阿拉斯
阿拉斯（法語：Arras，法語：[aʁɑːs] ⓘ），法国北部城市，上法兰西大区加来海峡省的一个市镇，同时也是该省的省会，下辖阿拉斯区，其市镇面积为11.63平方公里，2022年1月1日时人口数量为42,621人，是该省人口第二多的市镇，仅次于港口城市加来，在法国城市中排名第177位。
阿拉斯历史上阿图瓦行省的首都，自法国大革命以来一直为加来海峡省的省会，近代因纺织工业而闻名，现代则是这一地区的政治、历史、文化、教育中心。阿图瓦大学总部位于阿拉斯，是法国的一所综合性公立大学。阿拉斯也是重要的交通枢纽，多条铁路及公路在阿拉斯交汇，往返于巴黎和阿拉斯之间的高速列车运行时间仅有51分钟。

## 地名来源
“阿拉斯”一名来源于高卢时期居住于此的阿特雷巴特人（Atrébates），阿拉斯为当时这一地区的主要城市。

## 历史

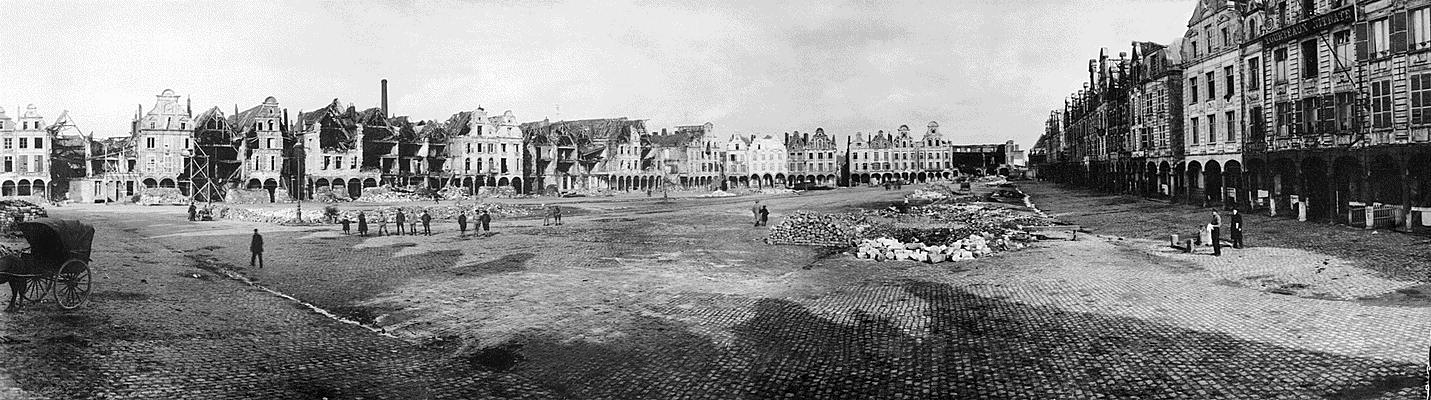
1919年2月阿拉斯的大广场

阿拉斯最早出现于高卢战记中，被称为“内梅托肯纳”（Nemetocenna），这一名称来源于凯尔特语单词，意为“圣洞”。古罗马时期，阿拉斯成为重要的罗马兵营，羅馬人改鎮名为“阿布雷巴图姆”（Abrebatum）。
四世纪末，在傳教士努力下，居民改信基督教，约130年后，当地设立主教，并建立修道院。卡洛林王朝时期，修道院擴展成本笃会修道院，非常富有，而院旁形成的粮食市场，則逐渐发展成阿拉斯。九世纪，维京人攻城，破坏了城市和修道院。后来，维京人退居北诺曼底。十一世纪，修道院恢复元气，並成功结合卡洛林时代、奥托时代和英国艺术风格，发展形成中世纪重要的绘画潮流。
1025年，在阿拉斯舉行天主教会议，以抵制違背其教义的异教——摩尼教。1097年，在该城举行两次重要会议，以讨论將修道院和人身奉献于神的问题。
阿拉斯早在四世纪就出现羊毛工业，但是在中世纪才真正得到发展。1180年，法国国王特許阿拉斯人經商，阿拉斯的貿易和金融地位在各國之間变得舉足輕重。在十四世纪，纺织和羊毛工业得到蓬勃發展，阿拉斯名利雙收，更因为出產优质地毯，使得该城聲名遠播，當時連英國和意大利都統稱地毯为阿拉斯（英语）和（意大利语）。來自各地的纺織品商人，除了帶來資金，也促进了交流，使阿拉斯成为重要的文化樞紐，吸引文人雅士来此定居，其中著名的有行吟诗人亚当·德·拉阿勒。
中世纪時期，阿拉斯和阿图瓦地区曾多次易主，曾統治過该地的封建君主和领主包括：佛兰德伯国、勃艮第公國、哈布斯堡王朝的西班牙分支以及法兰西王国，他们之间进行争夺的战争史稱百年戰爭。1435年，列強於阿拉斯舉行阿拉斯会议，希望藉此停戰，但未达到目的，反而导致勃艮第与英国决裂。1477年，勃艮第公爵大胆的查理死后，法王路易十一占领阿拉斯，然而百姓依然效忠勃艮第，並擊退法军。路易十一因此亲征阿拉斯，入城后毁城墙、逐百姓，从法国其它地区挑選效忠自己的臣民，以安置新民取而代之。他又改城名为，志在銷毀阿拉斯原有的名分和地位。1482年，路易十一和神圣罗马帝国皇帝馬克西米连一世停戰，又選此地签署阿拉斯和约。十年后，阿拉斯被割让于马克西米连，納入西班牙哈布斯堡王朝版图，成为南尼德蘭的一部分。1579年1月，低地国家贵族效忠哈布斯堡王朝腓力二世国王，訂立阿拉斯联盟，此舉帶來的乌得勒支同盟，於同月宣佈成立。
第一次世界大战時，阿拉斯接近前线，附近戰役連綿不断，統稱為阿拉斯战役。當時，德軍攻城而不知城下留有中世纪建成的地道，因此吃亏，而英軍藉此抵御而佔優。經此战役后，阿拉斯受盡蹂躪，破坏严重，必须重建。到第二次世界大战，法国战役中，英軍於1940年5月大力反攻，重点聚焦於阿拉斯。但結果德軍占领阿拉斯，並在阿拉斯堡垒處決了240名被怀疑为法国抵抗组织成员。
2023年10月13日，阿拉斯的甘必大-卡诺高中發生一起持刀攻擊事件，造成1死2傷。

## 地理

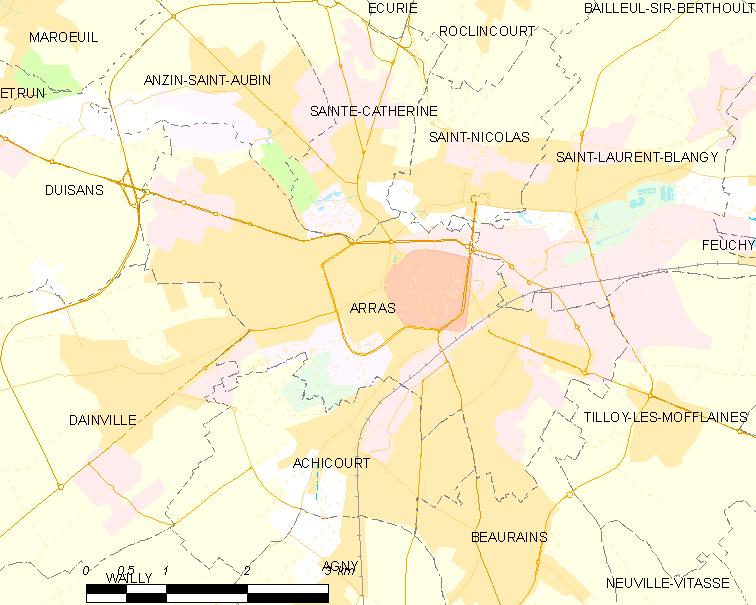
阿拉斯市镇范围地图

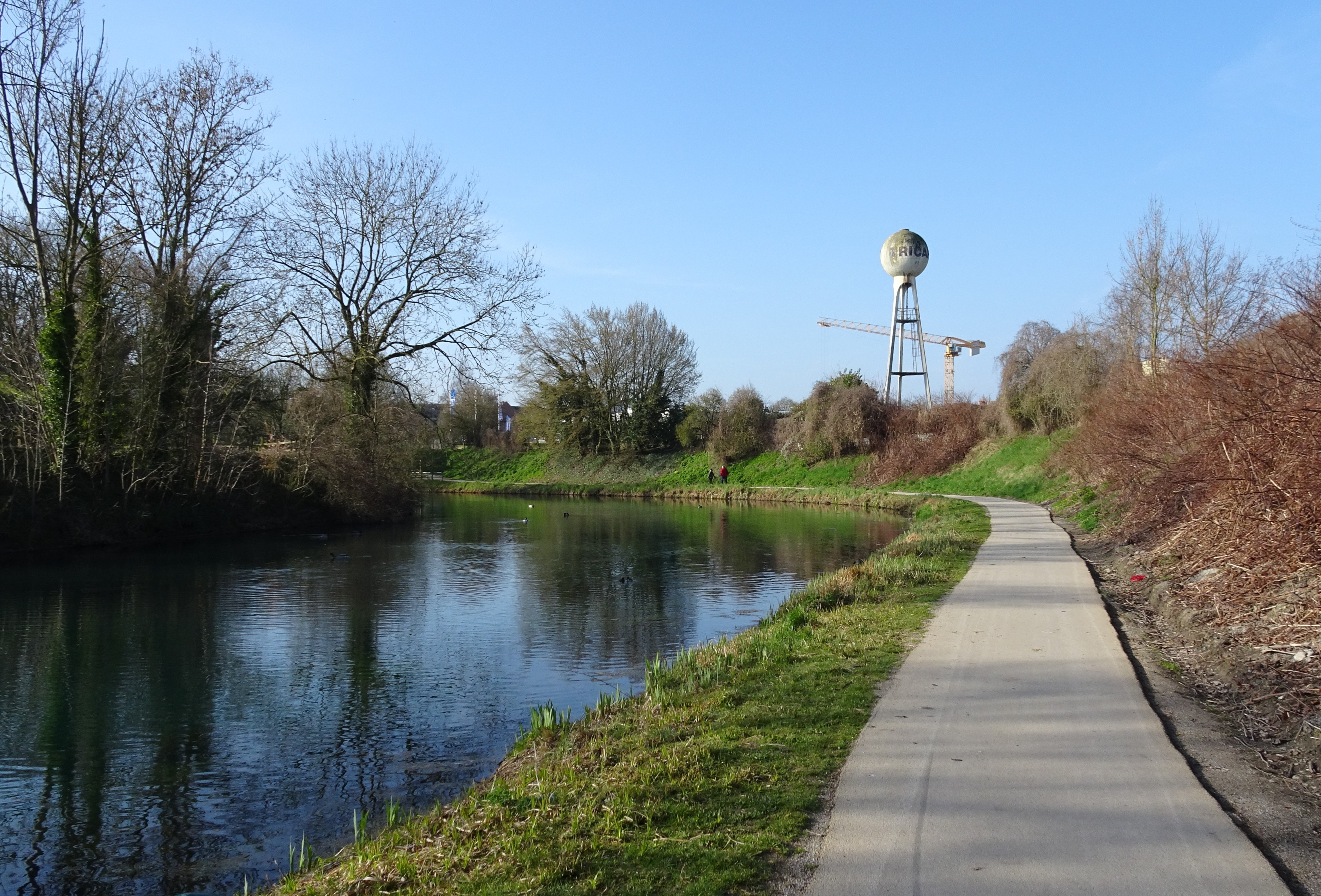
斯卡尔普河阿拉斯段

阿拉斯位于法国北部，上法兰西大区中北部和加来海峡省的东部，距离大区首府里尔大约52公里，距离法国首都巴黎约186公里。与阿拉斯接壤的市镇包括：圣洛朗-布朗日、阿希库尔、圣卡特琳、圣尼古拉、蒂卢瓦莱莫夫莱讷、昂赞-圣欧班、博兰、丹维尔、迪桑。

### 地形
阿拉斯位于法国北部平原地区，地形较为平坦。全境海拔在52至99米之间，其中市区内的平均海拔约70米。

### 地质
阿拉斯附近的地质构造为白垩岩，地表主要以冲积层（alluvion），其市区部分现已基本被人工建筑物覆盖。

### 植被
阿拉斯属于温带阔叶混交林，常见自然植被以落叶乔木、木本植物为主，绿地主要分布在斯卡尔普河两岸。
在鲜花城市的评比中，阿拉斯被评为3星级鲜花城市。

### 水文
斯卡尔普河（Scarpe）自西向东流经阿拉斯市区北部，属于斯海尔德河水系，不属于法国五大流域中的任何一个。该河沿岸还有平行建设的人工运河，但现已较少使用。

### 气候
阿拉斯在柯本气候分类法中属于温带海洋性气候，有时也受到内陆气流影响。具体表现为夏季相对较热，冬季温和，偶有极端天气出现。
阿拉斯境内设有气象站，以下为该气象站的数据（其中日照数据取自里尔）：
| 阿拉斯1981年－2019年 | 阿拉斯1981年－2019年 | 阿拉斯1981年－2019年 | 阿拉斯1981年－2019年 | 阿拉斯1981年－2019年 | 阿拉斯1981年－2019年 | 阿拉斯1981年－2019年 | 阿拉斯1981年－2019年 | 阿拉斯1981年－2019年 | 阿拉斯1981年－2019年 | 阿拉斯1981年－2019年 | 阿拉斯1981年－2019年 | 阿拉斯1981年－2019年 | 阿拉斯1981年－2019年 |
| 月份                 | 1月                  | 2月                  | 3月                  | 4月                  | 5月                  | 6月                  | 7月                  | 8月                  | 9月                  | 10月                 | 11月                 | 12月                 | 全年                 |
| -------------------- | -------------------- | -------------------- | -------------------- | -------------------- | -------------------- | -------------------- | -------------------- | -------------------- | -------------------- | -------------------- | -------------------- | -------------------- | -------------------- |
| 历史最高温 °C（°F）  | 14.9 (58.8)          | 17.7 (63.9)          | 22 (72)              | 26.8 (80.2)          | 30.5 (86.9)          | 34.1 (93.4)          | 36.9 (98.4)          | 37.6 (99.7)          | 32.2 (90.0)          | 29.3 (84.7)          | 19.9 (67.8)          | 16.1 (61.0)          | 37.6 (99.7)          |
| 平均高温 °C（°F）    | 5.8 (42.4)           | 7.1 (44.8)           | 10.6 (51.1)          | 14.2 (57.6)          | 18 (64)              | 20.6 (69.1)          | 23.2 (73.8)          | 23.5 (74.3)          | 19.7 (67.5)          | 15.1 (59.2)          | 9.4 (48.9)           | 6 (43)               | 14.4 (57.9)          |
| 日均气温 °C（°F）    | 3.4 (38.1)           | 4.2 (39.6)           | 7 (45)               | 9.5 (49.1)           | 13.1 (55.6)          | 15.7 (60.3)          | 18.1 (64.6)          | 18.2 (64.8)          | 15.2 (59.4)          | 11.4 (52.5)          | 6.7 (44.1)           | 3.7 (38.7)           | 10.5 (50.9)          |
| 平均低温 °C（°F）    | 1 (34)               | 1.3 (34.3)           | 3.3 (37.9)           | 4.9 (40.8)           | 8.3 (46.9)           | 10.8 (51.4)          | 13 (55)              | 13 (55)              | 10.6 (51.1)          | 7.6 (45.7)           | 3.9 (39.0)           | 1.4 (34.5)           | 6.6 (43.9)           |
| 历史最低温 °C（°F）  | −14.1 (6.6)          | −13.3 (8.1)          | −9.4 (15.1)          | −4.4 (24.1)          | −1.3 (29.7)          | 2.3 (36.1)           | 5.1 (41.2)           | 4.4 (39.9)           | 0.5 (32.9)           | −4 (25)              | −8.6 (16.5)          | −12.8 (9.0)          | −14.1 (6.6)          |
| 平均降水量 mm（）    | 58.3 (2.30)          | 53.4 (2.10)          | 54.2 (2.13)          | 48.1 (1.89)          | 59.6 (2.35)          | 62.5 (2.46)          | 74 (2.9)             | 62.9 (2.48)          | 58.5 (2.30)          | 67 (2.6)             | 65.8 (2.59)          | 75.6 (2.98)          | 739.9 (29.13)        |
| 月均日照時數         | 86                   | 104                  | 156.8                | 167.7                | 204.9                | 227.4                | 238.2                | 231                  | 191.5                | 133.3                | 81.4                 | 77.6                 | 1,899.8              |
| 来源：infoclimat.fr  |                      |                      |                      |                      |                      |                      |                      |                      |                      |                      |                      |                      |                      |

## 行政区划
阿拉斯是法国上法兰西大区加来海峡省的一个市镇，编号为62041，它也是加来海峡省的省会。阿拉斯下辖阿拉斯区，隶属于加来海峡省第二选区，管理阿拉斯第一县、第二县和第三县，同时也是阿拉斯城市公共社区的办公驻地。
法国国家统计与经济研究所（简称）在进行数据统计时，将阿拉斯及相邻的另外14个市镇设为阿拉斯城市核心区，并将包括核心区在内的周边共114个市镇划为阿拉斯城市区。自2020年起，阿拉斯城市区被包含163个市镇的阿拉斯城市辐射区代替。此外，还将阿拉斯市镇分为了16个“块区”（IRIS），以便于统计人口分布情况。

## 交通

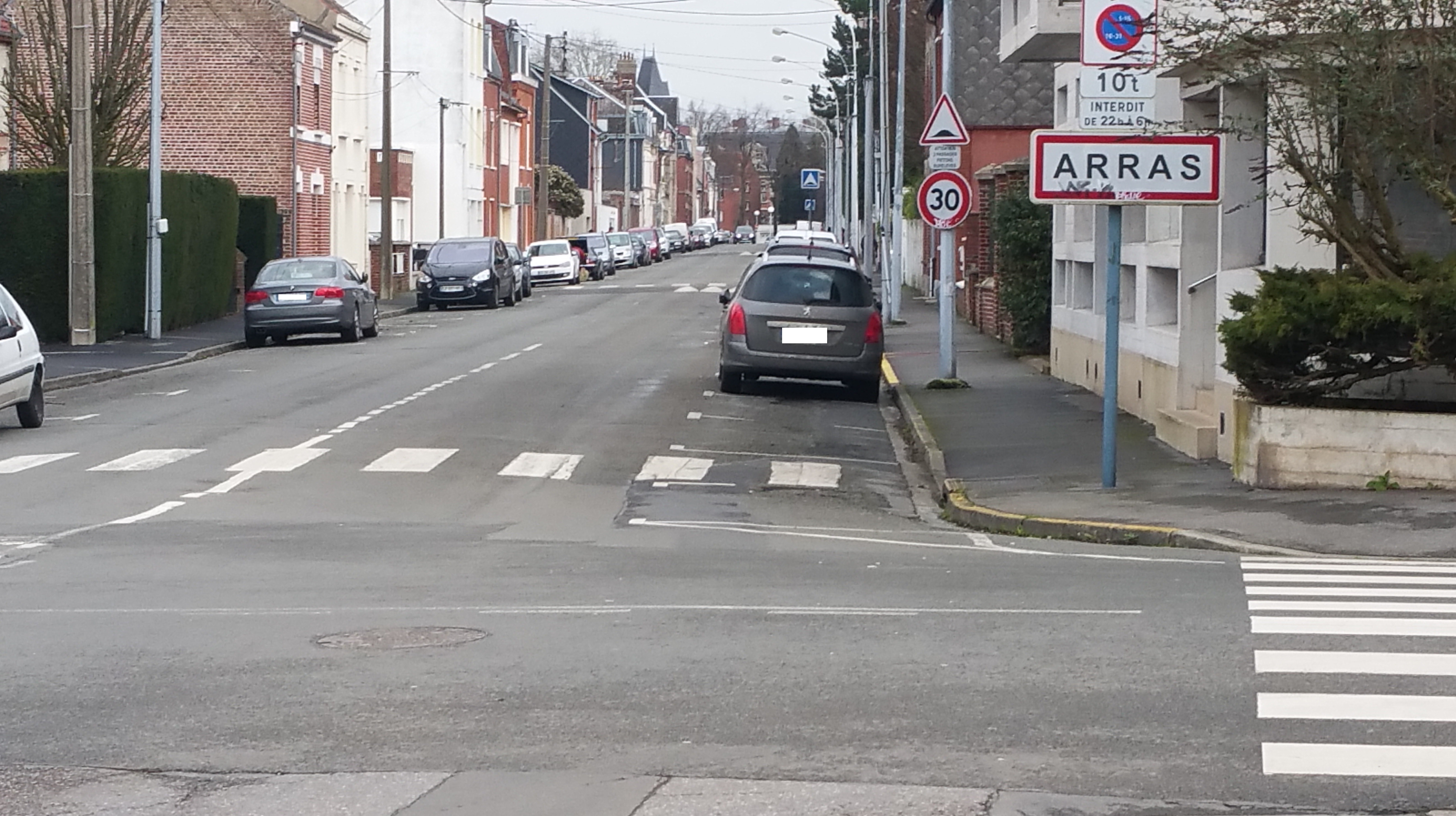
阿拉斯的一条街道

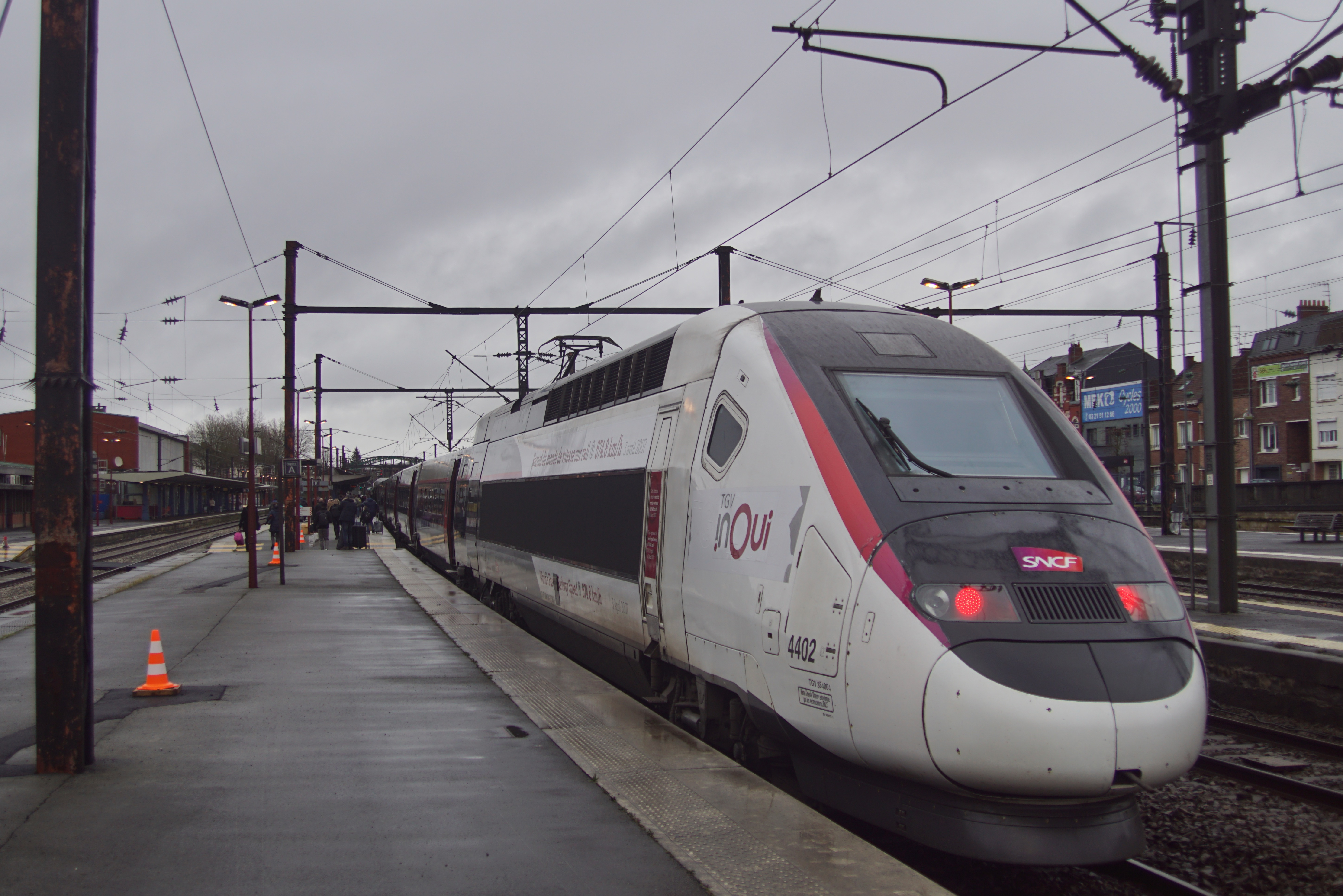
阿拉斯火车站内停靠的一列高速列车

### 公路
法国国家A1号和A26号高速公路在阿拉斯市区东部大约10公里处交汇。国道N17线和N25线以及多条省道在阿拉斯市区交汇，其中N17线以快速公路的形式经过阿拉斯市区西部和北部，构建了这一地区重要的过境通道。另有多条加来海峡省省道在阿拉斯附近交汇。
上法兰西大区下属的城际客运线路提供前往康布雷、泰努瓦斯河畔圣波勒及滨海布洛涅方向的班车线路。此外，亦有国际性的客车公司开行前往法国乃至欧洲各地的长途线路。
2017年，61.9%的阿拉斯家庭拥有至少一辆私人汽车。2019年，阿拉斯境内共发生各类交通事故6起，造成1人遇难，7人受伤。

### 铁路
阿拉斯位于巴黎－里尔铁路干线上，有联络线可与法国高速铁路北线相连，此外还有多条铁路在此交汇。由阿拉斯站乘坐高铁可直达巴黎、里昂、马赛、里尔、滨海布洛涅、敦刻尔克、瓦朗谢讷等地，其中往返于巴黎和阿拉斯之间的高速列车运行时间仅有51分钟，阿拉斯也是从巴黎出发坐火车用时最短可到达的外省省会城市。此外，由阿拉斯前往杜埃、里尔和亚眠方向的区域列车也十分密集。

### 航空
阿拉斯-罗克兰库尔飞行场位于阿拉斯市区北部大约4公里，现无任何商业航线。距离阿拉斯最近的民用航空机场为里尔-莱坎机场，大约45公里。此外，阿拉斯可通过高铁列车直达巴黎戴高乐机场。

### 城市公共交通
阿拉斯城市公共交通成立于2004年，现开通十条常规公交线路，其路网覆盖了市内主要街区。

## 政治

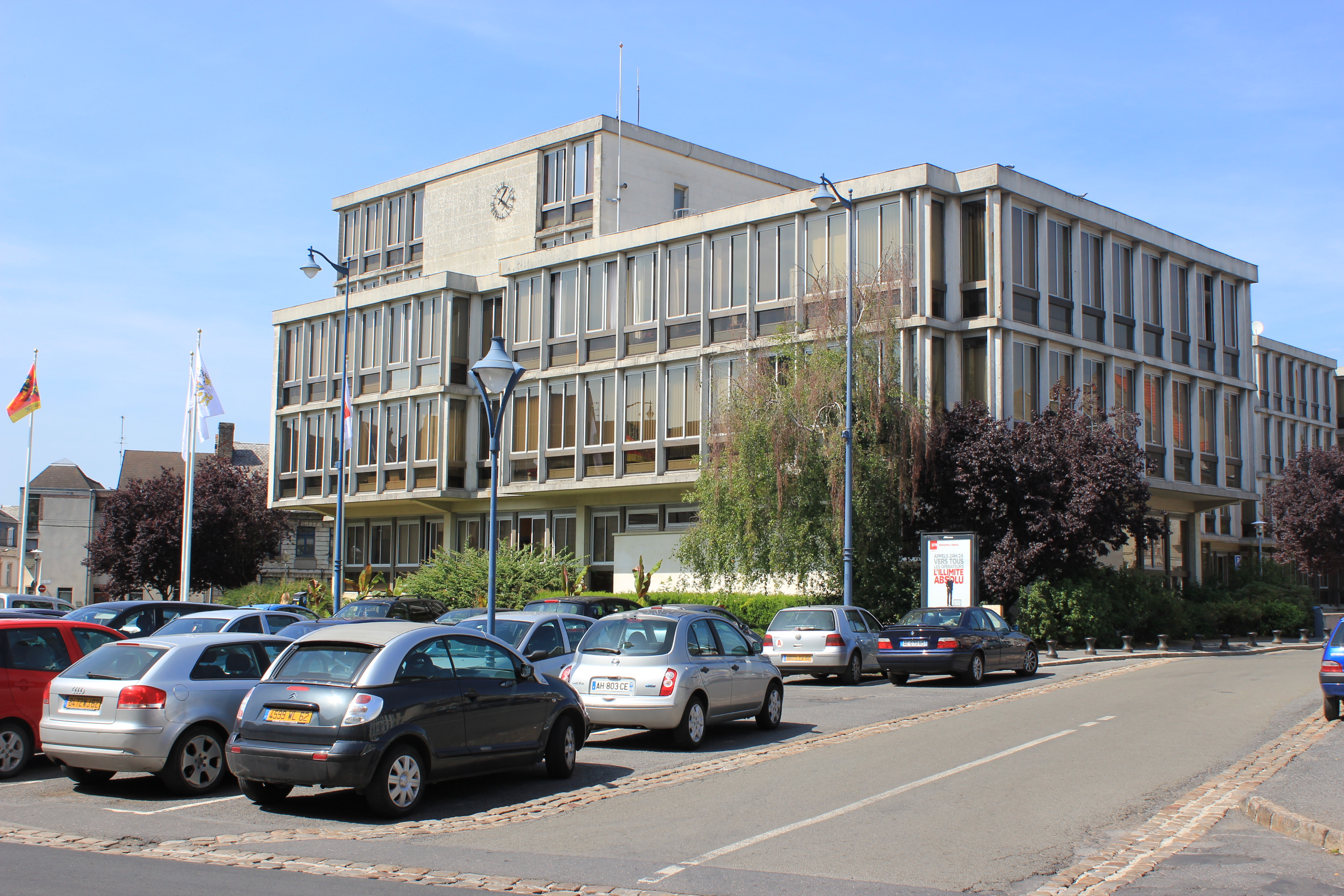
阿拉斯市政府办公楼

现任阿拉斯市长为弗雷德里克·勒蒂尔克先生，于2011年上任，现为民主人士和独立人士联盟的一名成员，在2020年的市政选举中获得56.58%的支持率。
| 阿拉斯历届市长 |                     |                           |
| 任期           | 市长                | 党派                      |
| 1945年－1975年 | 居伊·摩勒           | SFIO工人国际法国支部      |
| 1975年－1995年 | 莱昂·法图           | PS社会党                  |
| 1995年－2011年 | 让-马里·范莱伦贝格  | PS社会党                  |
| 2011年－       | 弗雷德里克·勒蒂尔克 | UDI民主人士和独立人士联盟 |

在2017年法国大选的第一轮和第二轮选举当中，法国现任总统马克龙在阿拉斯分别获得24.61%和65.22%的支持率，均居所有候选人首位。

## 人口
2018年，阿拉斯市镇人口数量为41,555，在法国排名第177位。其中男性19,536人，女性21,483人，75岁及以上人口占7.3%，外籍人口数量为12,182人，人口密度为3,573人/平方公里，当地男性居民被称为，女性居民被称为；或统称为。2019年，阿拉斯境内出生522人，死亡人口372人。
| 年份   | 1936   | 1946   | 1954   | 1962   | 1968   | 1975   | 1982   | 1990   | 1999   | 2006   | 2011   | 2016   | 2018   |
| ------ | ------ | ------ | ------ | ------ | ------ | ------ | ------ | ------ | ------ | ------ | ------ | ------ | ------ |
| 人口數 | 83,753 | 33,345 | 36,242 | 41,761 | 49,144 | 46,483 | 41,736 | 38,983 | 40,590 | 42,015 | 41,332 | 40,883 | 41,555 |

## 经济
阿拉斯是一个区域性的中心城市，当地共有各类用人单位5,953家，平均历史为16年，行政、医疗、机械加工制造和社会服务是当地的主要就业岗位类型。

### 财政
2017年，阿拉斯的财政支出总额为5838.9万欧元，财政收入总额为6052.8万欧元，债务总额为5168.8万欧元。（奶制品生产）、（电池生产）及（常规垃圾处理）是当地2019年营业额最高的三个企业，分别为367,413,488欧元、165,031,060欧元和147,680,070欧元。

## 财政收入
2019年，阿拉斯的财政收入总额为62,077,100欧元，财政支出总额为54,731,100欧元，当年的债务总额为43,727,000欧元。2020年，阿拉斯共获得11,689,059欧元的国家财政补助，比上一年持平。
2017年，阿拉斯的人均月收入总额为2,160欧元，其中高级职员为3,832欧元，低于法国平均水平（4,214欧元）；中级职员为2,303欧元，低于法国平均水平（2,353欧元）；普通职员为1,612欧元，亦低于法国平均水平（1,690欧元）。
2017年，阿拉斯境内的青壮年（15至64岁）失业率为21.2%，当地44.2%的家庭拥有纳税资格，平均纳税3,541欧元，低于法国平均水平（3,888欧元）。

## 社会事务

### 教育

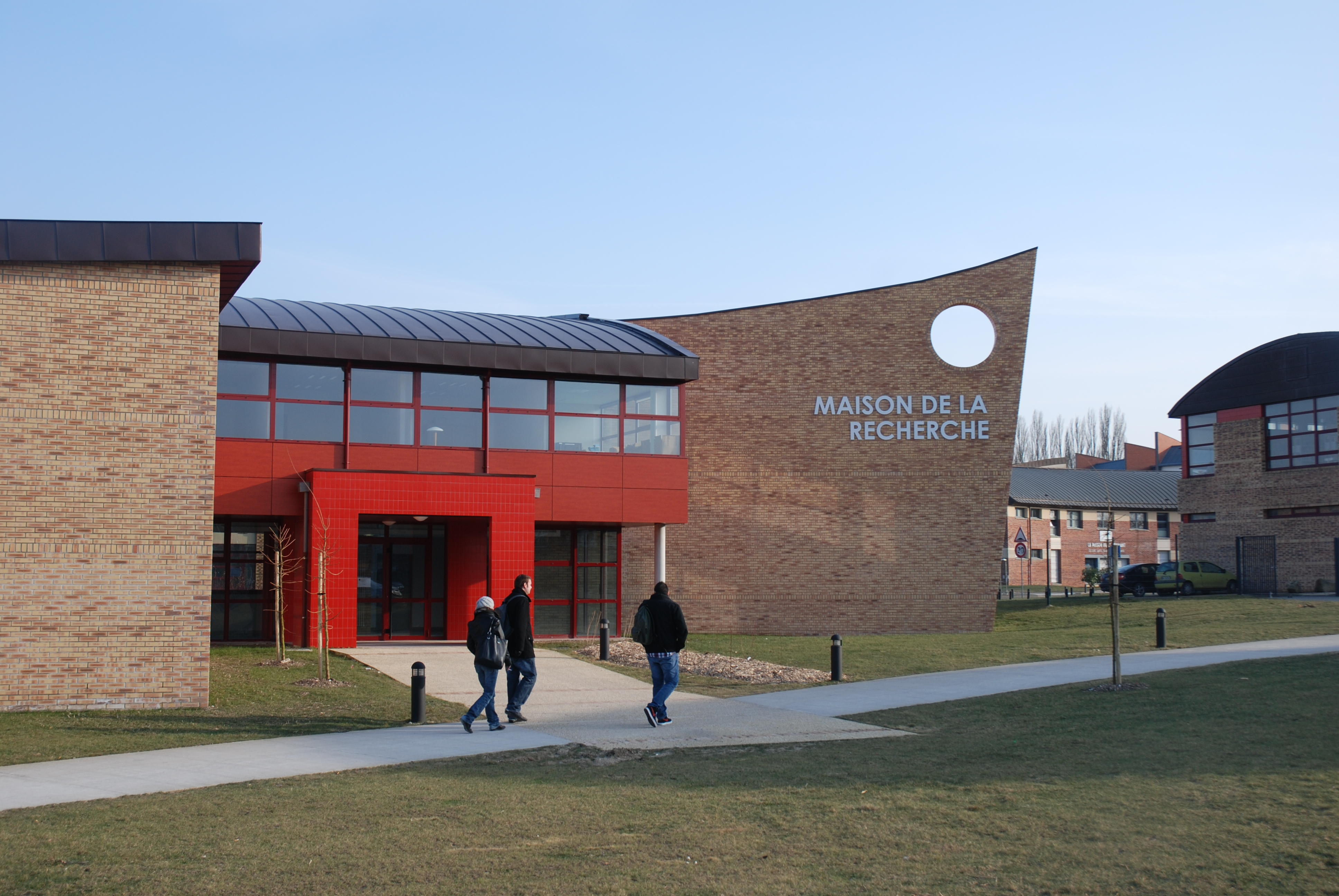
阿图瓦大学研究院

阿拉斯属于里尔学区。截止2017年底，阿拉斯境内共有13所幼儿园、16所小学、7所初级中学和7所高级中学（包括4所普通高中和3所职业高中）。
在高等教育方面，阿图瓦大学（Université d'Artois）是法国的一所综合性公立大学，其总部位于阿拉斯，并在附近一些城市设有分校。此外，高等工业学校是法国的205个工程师学校之一，在阿拉斯设有校区。

### 医疗
截止2018年1月1日，阿拉斯境内共有全科医生56名、保健师50名、牙医35名、护士56名、耳科医生3名、眼科医生10名、皮肤科医生9名、助产士9名、儿科医生5名和妇科医生9名，市区共有19家药房。
阿拉斯中心医院（Centre Hospitalier Arras，简称CHA）是阿拉斯境内的一家综合性公立医疗机构。
此外，阿拉斯境内还有养老院5所和残疾人帮扶中心4处。

### 住房
2017年，阿拉斯境内共有各类住房23,473套，其中34.5%为独立式居民区，65%为集中式居民区。常住房屋占阿拉斯市镇范围内居民建筑总量的88.2%。
在住房保障政策方面，2017年，阿拉斯境内共有7,727户家庭获得了住房经济补助，受益人数占总人口数量的18.8%，其中7,580份为房租补助。

### 商业

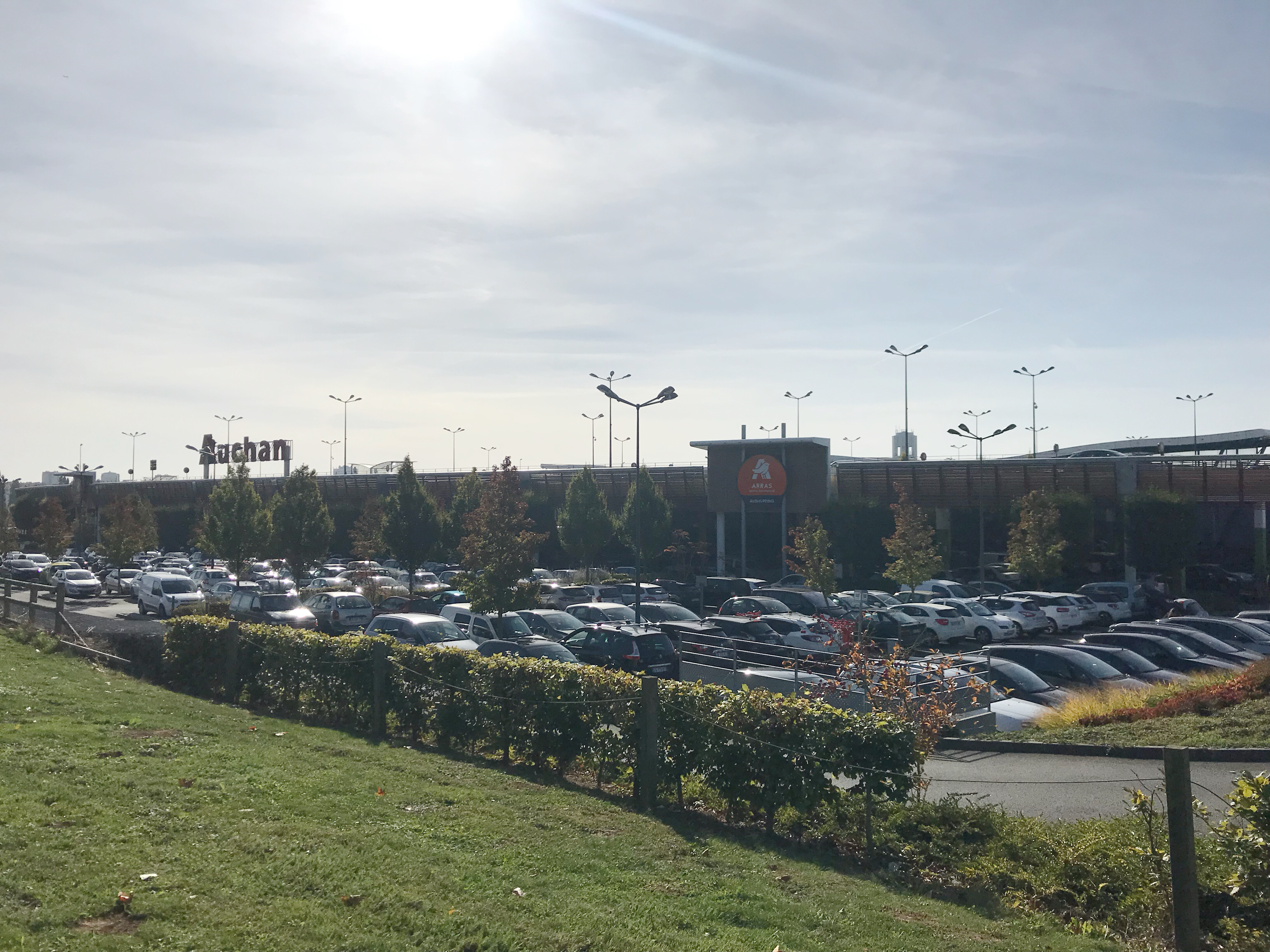
阿拉斯“去购物”商业中心（Aushopping）

2019年，阿拉斯境内共有各类实体商铺1,132家，其中餐厅208家、大型超市14家、杂货店14家、面包房39家、肉铺17家、书店13家、装饰品店8家、银行门店38家、美容美发店93家、汽车维修店33家。阿拉斯附近最大的购物中心是位于阿拉斯市区西部的“去购物”商业中心。

### 体育

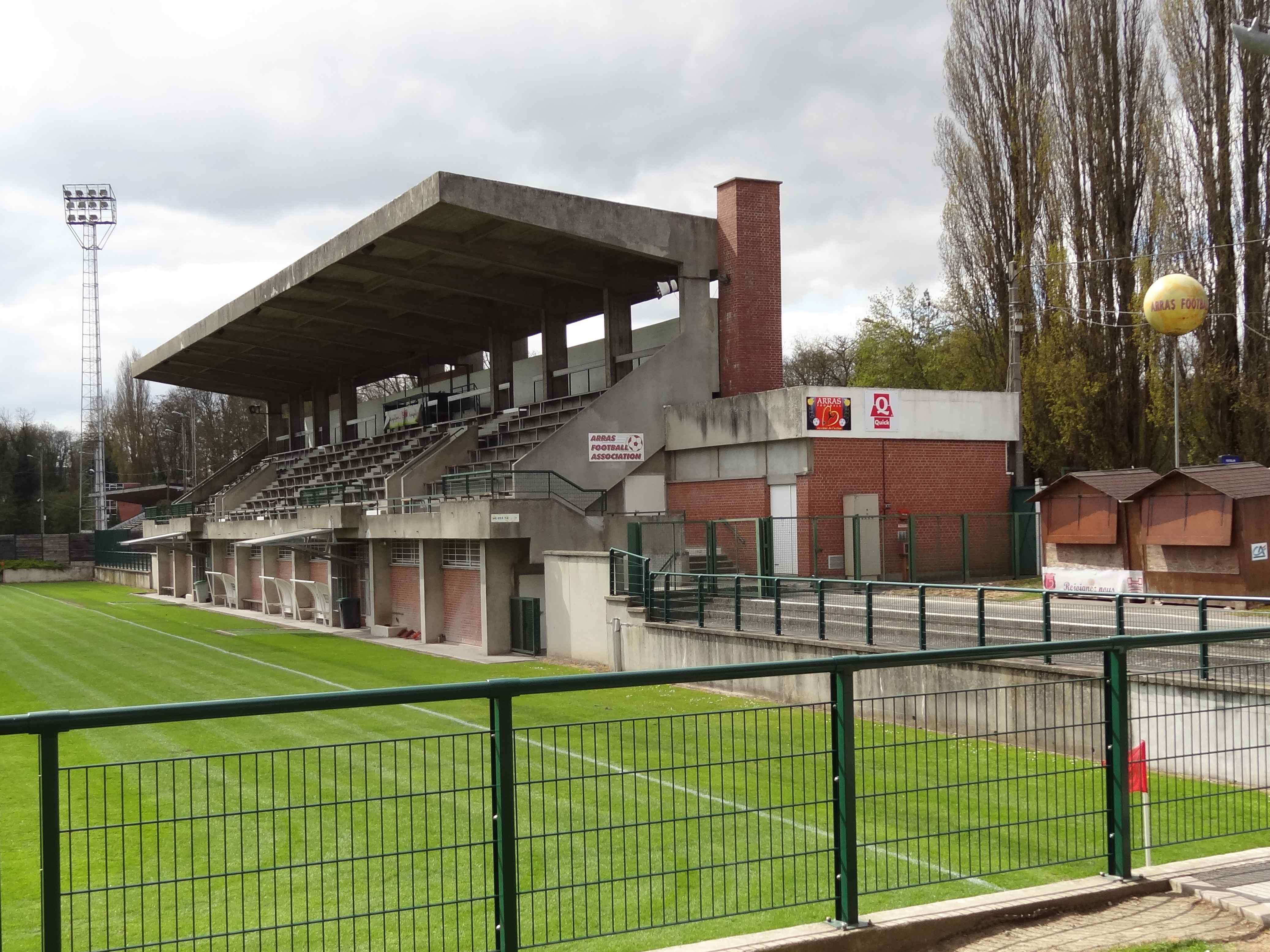
德古夫体育场（Stade Degouve）

2019年，阿拉斯境内共有3家游泳池、14间体育馆、3座综合体育场、5处网球场、21处足球或橄榄球场以及5处篮球或排球场。
阿拉斯足球联合俱乐部是当地的一支足球队，成立于1901年，2020至2021赛季参加上法兰西大区足球联赛。除此之外，阿拉斯境内还有三家注册足球俱乐部，其中包括一支五人制足球队。

### 环境
阿拉斯的环境事务由其所属的公共社区负责。2019年，阿拉斯境内共有5家污染企业。

### 治安
2019年，阿拉斯市镇范围内共有4处派出所。
2014年，阿拉斯及附近地区共发生各类案件4,700起，其中盗窃类案件2,479起，经济类案件351起，毒品交易类案件381起。

## 文化
2019年，阿拉斯境内共有1家剧场、2家电影院、1家博物馆和1家音乐厅。阿拉斯市政府提供多媒体中心，向公众全年开放。

### 建筑
阿拉斯市中心有两个大型广场：大广场和英雄广场（又叫小广场），周围的建筑大多经过重修，恢復了第一次世界大战前的面貌，其中哥特式市政厅和建於十九世纪的主教堂为阿拉斯的标志性建筑。
原来的阿拉斯主教堂，於1030－1396年间建造，曾是法國北部最优美的歌特式建筑之一，但毁于法国大革命时期。
修道院的舊址上有许多令人瞩目的建筑，其中包括历史艺术博物馆和数幢政府建筑。修道院的教堂拆除後，于1833年按照風靡一時的古典风格重建，運用了大量直角结构，显得简朴凝重。教堂内有众多精细的雕刻和多件圣物。
阿拉斯有两座建筑被联合国教科文组织评选为世界遗产：
- 2005年，阿拉斯市政厅的钟楼；
- 2008年，阿拉斯的沃邦要塞（法语：Citadelle d'Arras）。

加拿大国家维米纪念碑位于阿拉斯以北的维米境内，以纪念第一次世界大战中的維米嶺戰役。1917年复活节那个周末，加拿大首次以加軍之名，派军参战，共有四个师的兵力。

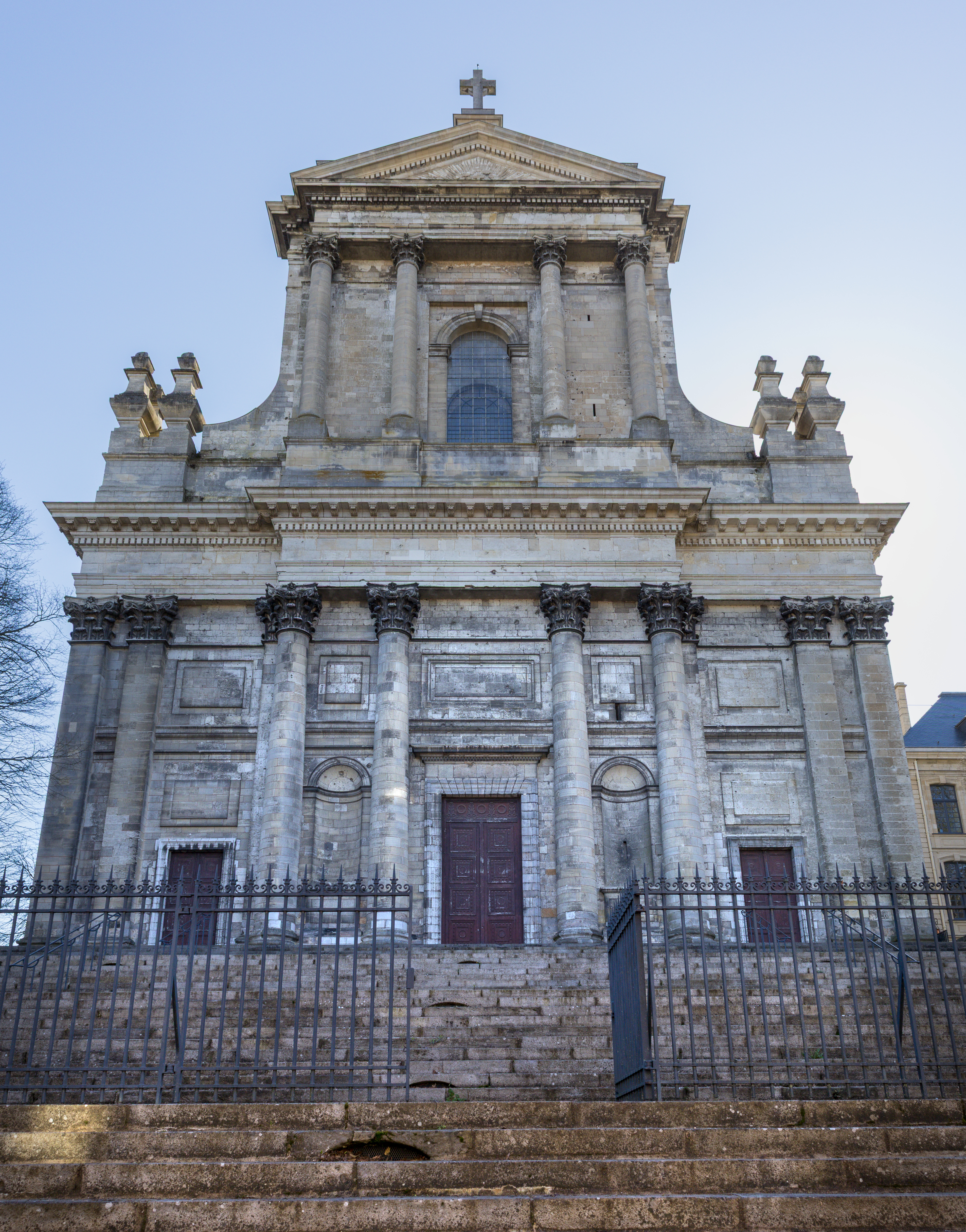
阿拉斯主教座堂
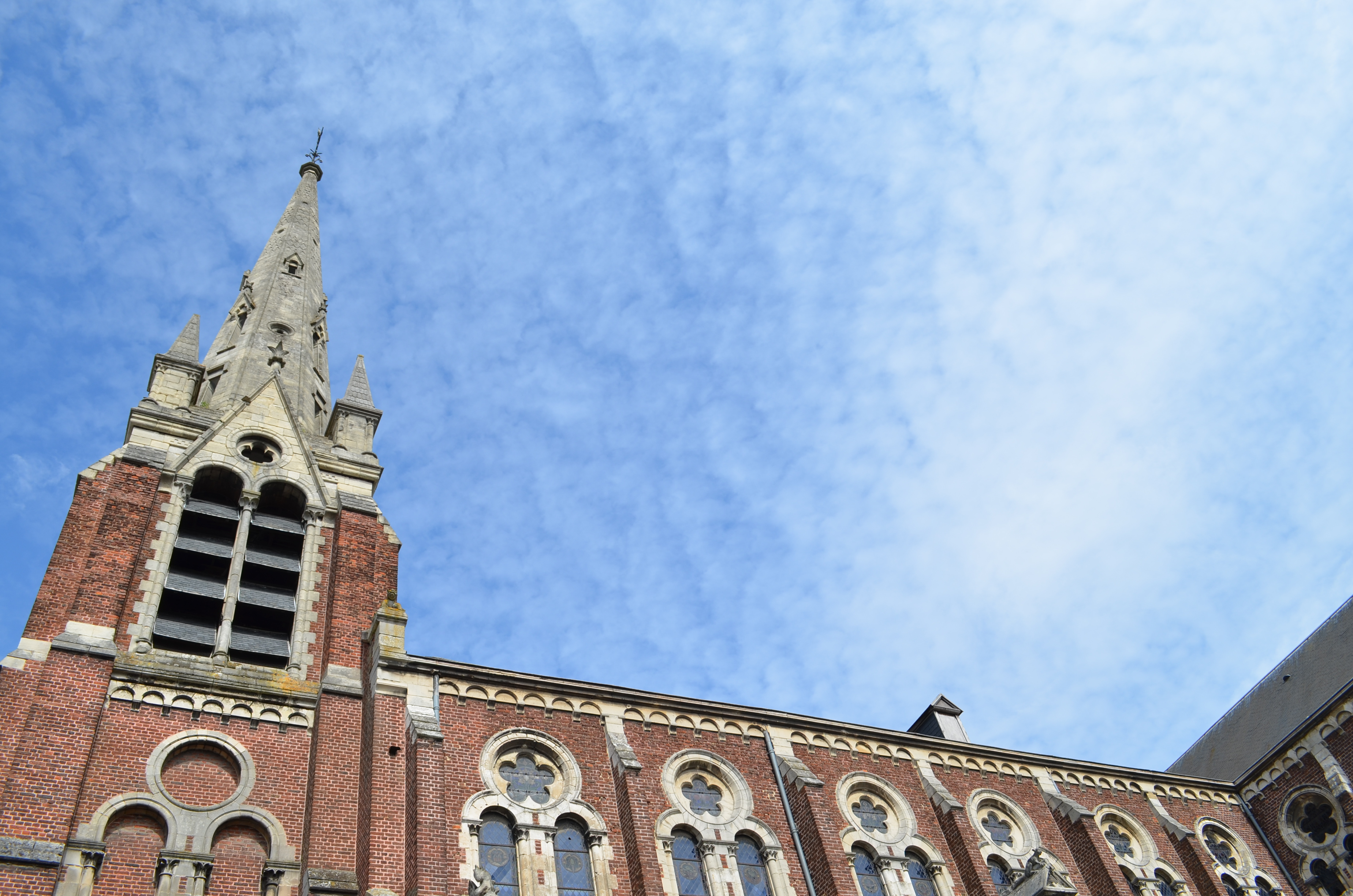
圣母教堂的屋顶
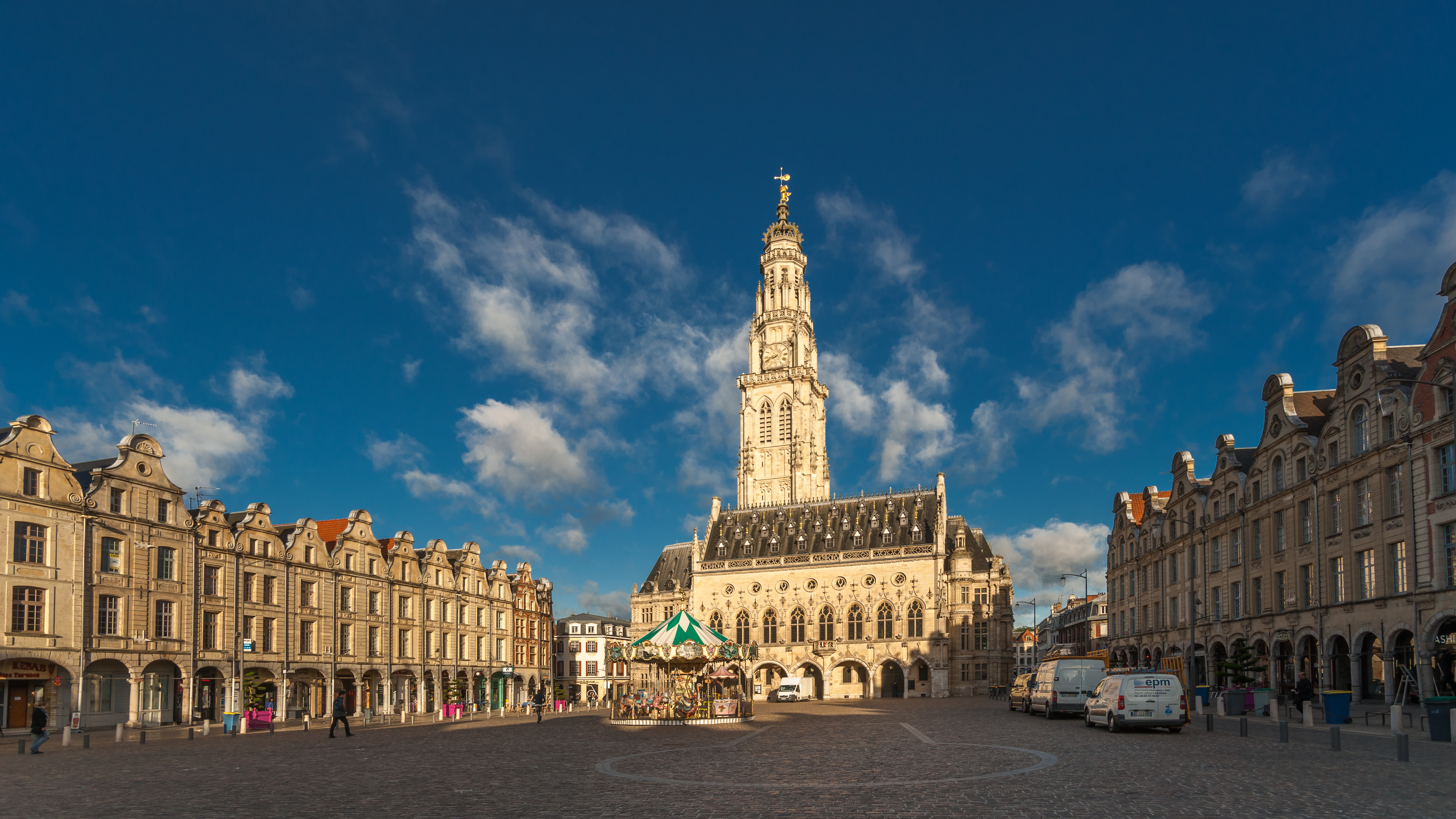
市政厅大楼
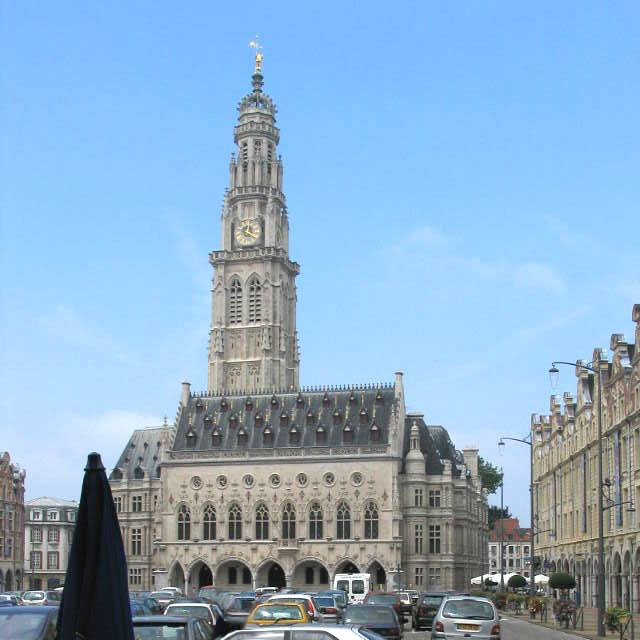
市政厅大楼及其钟塔
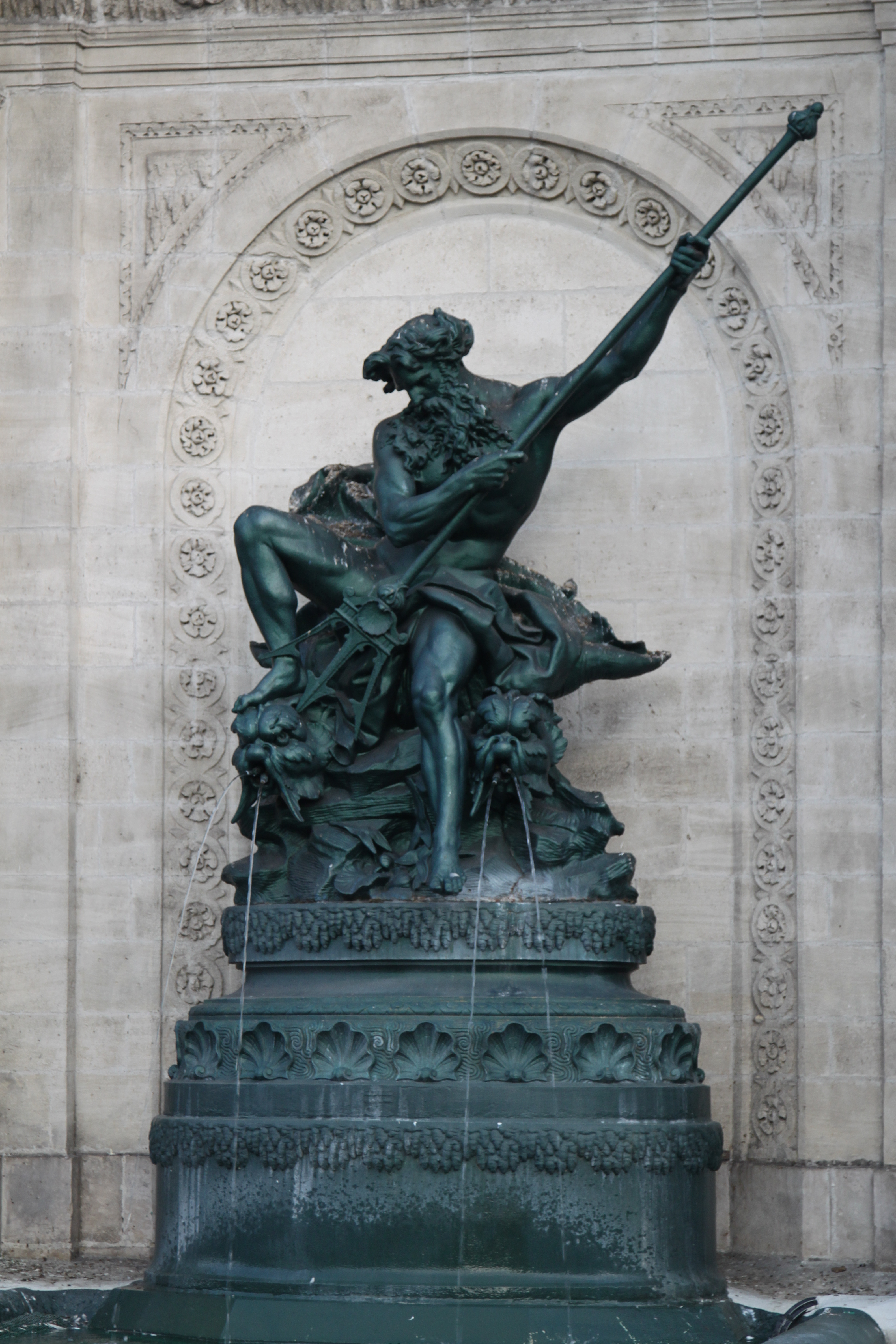
城桥喷泉
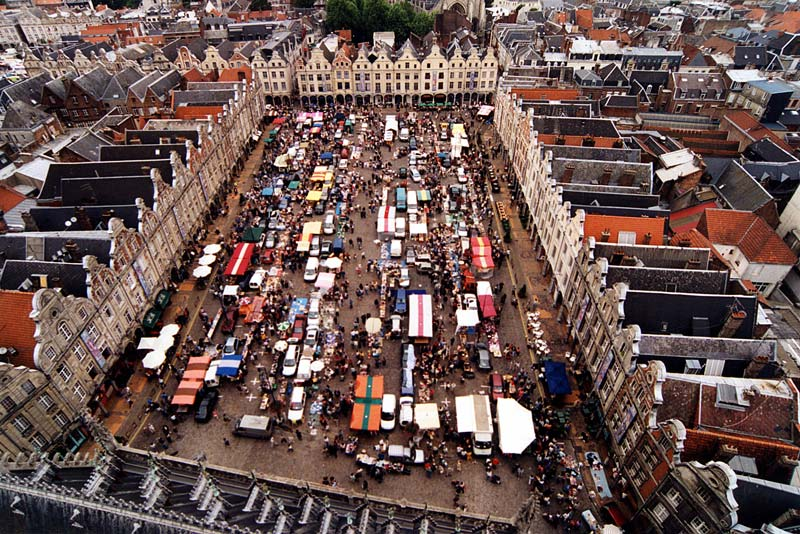
英雄广场上的集市

### 旅游
阿拉斯的旅游事务由其所属的公共社区负责。2020年，阿拉斯境内设有1处旅游接待中心（Office de Tourisme）和14家宾馆共计595间房间。

### 媒体
法国主要的媒体均可在阿拉斯接收，法国电视三台下属的上法兰西大区频道在部分时段播出阿拉斯所属区域的地方新闻。

### 活动
每年11月30日至12月24日，阿拉斯市都會举办圣诞集市活动。

### 文学作品
阿拉斯在法国文学作品中出现，著名的有：
- 埃德蒙·罗斯丹的剧作《大鼻子情圣》中，第四幕的背景是三十年战争中1640年法国围攻阿拉斯
- 维克多·雨果的《悲惨世界》中尚萬強的替身在阿拉斯受審
- 安托万·德圣埃克絮佩里题为《战斗的飞行员》的小说，背景是阿拉斯
- 威廉·莎士比亚的剧作《哈姆雷特》中波隆尼尔在一块“阿拉斯”（墙毯）后面偷听的时候被杀。

## 友好城市
- 德国 黑尔滕
- 荷蘭 奥德纳尔德
- 英格兰 伊普斯威奇
- 羅馬尼亞 德瓦